# Saltsjöbaden
Saltsjöbaden ist ein Ort (tätort) in der schwedischen Provinz Stockholms län und der historischen Provinz Södermanland, an der Ostseeküste gelegen. Der Vorort von Stockholm ist Teil der Gemeinde Nacka und durch die Saltsjöbanan direkt mit dem Zentrum von Stockholm verbunden.
Saltsjöbaden (wörtlich Das Salzmeerbad) wurde von Knut Agathon Wallenberg, einem Mitglied der vermögenden und einflussreichen Familie Wallenberg, als Erholungsort angelegt. 1891 kaufte Wallenberg durch eine neu gegründete Eisenbahngesellschaft an dieser Stelle Ackerland. 1908 wurde es eine unabhängige Stadtgemeinde, 1913 erhielt es eine Gemeindekirche der Schwedischen Kirche. Juristisch war es zunächst ein Teil von Svartlösa, wurde jedoch 1970 in die Gemeinde Nacka eingegliedert, womit es seinen Status als unabhängige Gemeinde verlor.
Die regionale Eisenbahnlinie (Saltsjöbanan), von Wallenberg erbaut und 1893 fertiggestellt, verbindet Saltsjöbaden mit Stockholm und der Endstation Slussen. Zwei Luxushotels (1893) und ein Sanatorium, beide entworfen von dem Architekten Erik Josephson, wurden errichtet. Zwischen 1910 und 1913 erbaute man die Gemeindekirche Uppenbarelsekyrkan („Offenbarungskirche“), entworfen und baulich ausgeführt von Ferdinand Boberg, mit Dekorationen von Olle Hjortzberg, Carl Milles und anderen versehen. Angrenzendes Land, das die Eisenbahngesellschaft aufgekauft hatte, wurde in Grundstücke geteilt. Saltsjöbaden, das von der Stadt bequem über die Eisenbahnlinie zu erreichen war, wurde schnell zu einem beliebten Vorort der Ober- und gehobenen Mittelschichten, die die Grundstücke aufkauften und geräumige Privathäuser errichteten.
Das Stockholmer Observatorium befand sich 1931–2001 in Saltsjöbaden. Der Asteroid (36614) Saltis, hier 2000 entdeckt, wurde nach einem Spitznamen dieses Ortes benannt.
Das größere der beiden Hotels, das Grand Hotel Saltsjöbaden, war 1938 Tagungsort bei den historischen Unterredungen zwischen dem Schwedischen Arbeitgeberverband (Svenska Arbetsgivareföreningen, heute: Verband Schwedischer Unternehmer Svenskt näringsliv) und dem Schwedischen Gewerkschaftsbund, die zum Abkommen von Saltsjöbaden führten. Darüber hinaus war es mehrere Male Tagungsort der geheimgehaltenen Bilderberg-Konferenz (1962, 1973, 1984).
Saltsjöbaden ist gleichfalls in die Schachgeschichte eingegangen, da es zweimal Austragungsort eines Interzonenturniers war: 1948 gewann David Bronstein, 1952 Alexander Kotow.

## Bilder

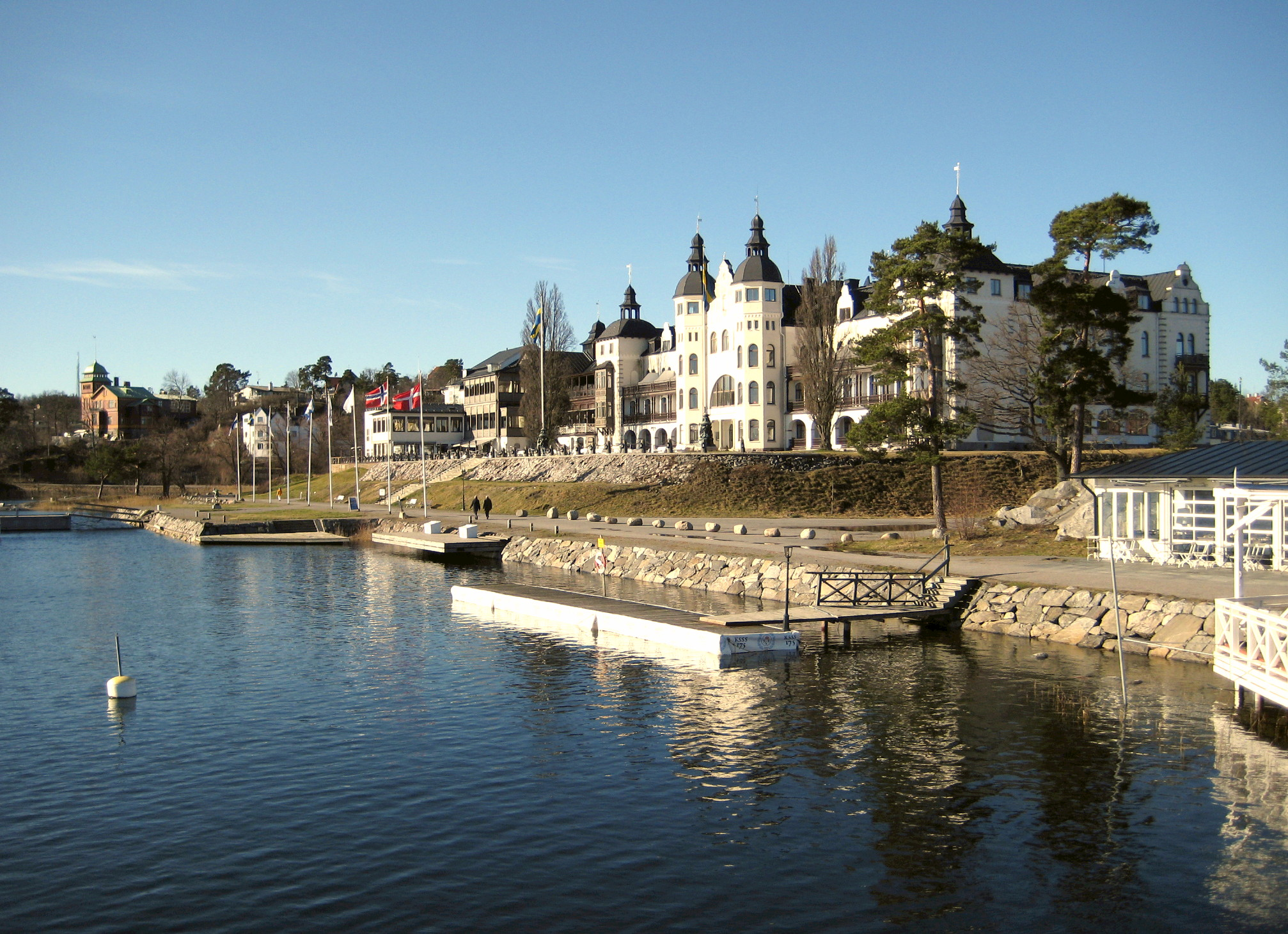
Grand Hotel Saltsjöbaden
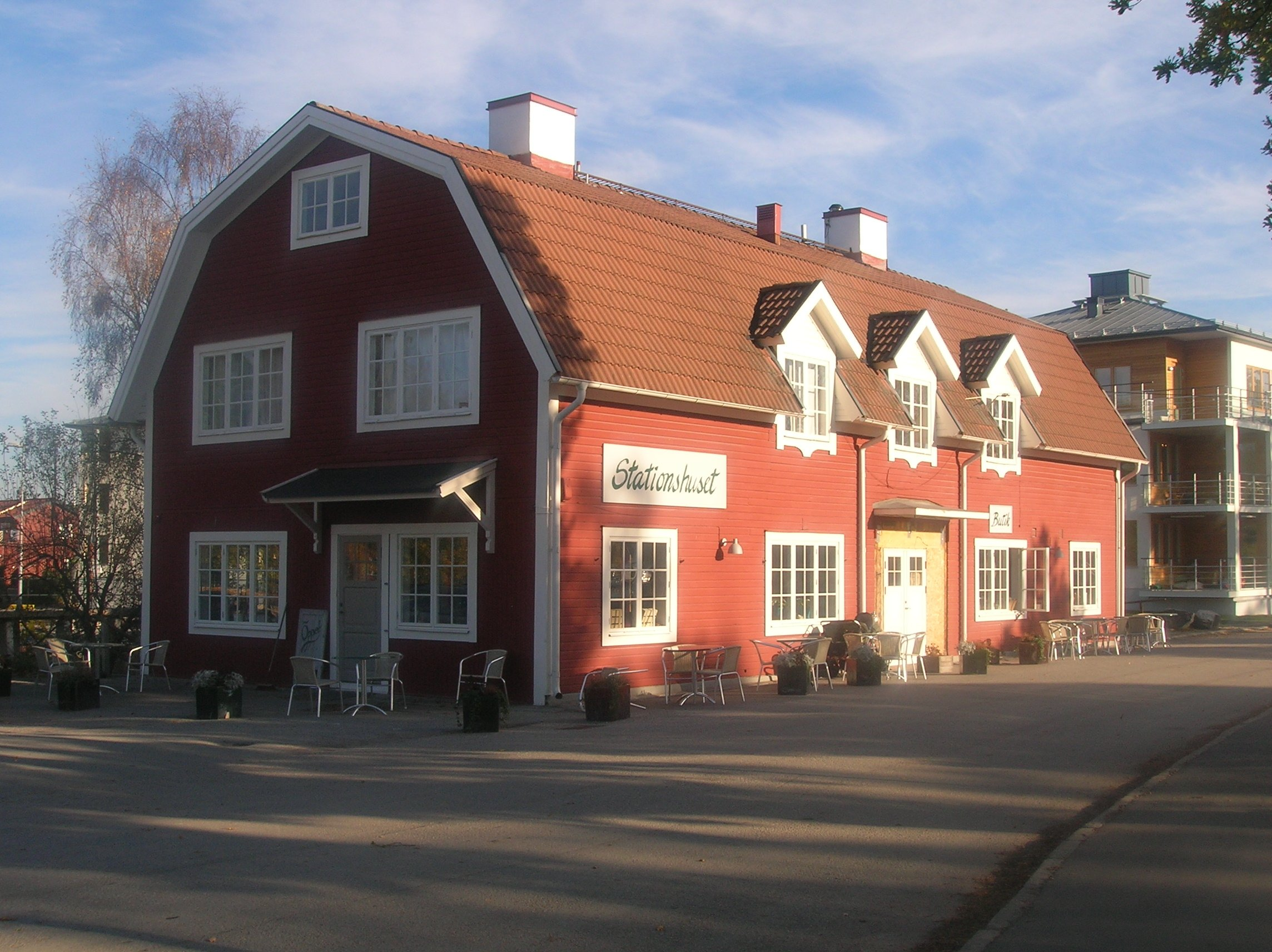
Bahnhofsgebäude in Saltsjöbaden
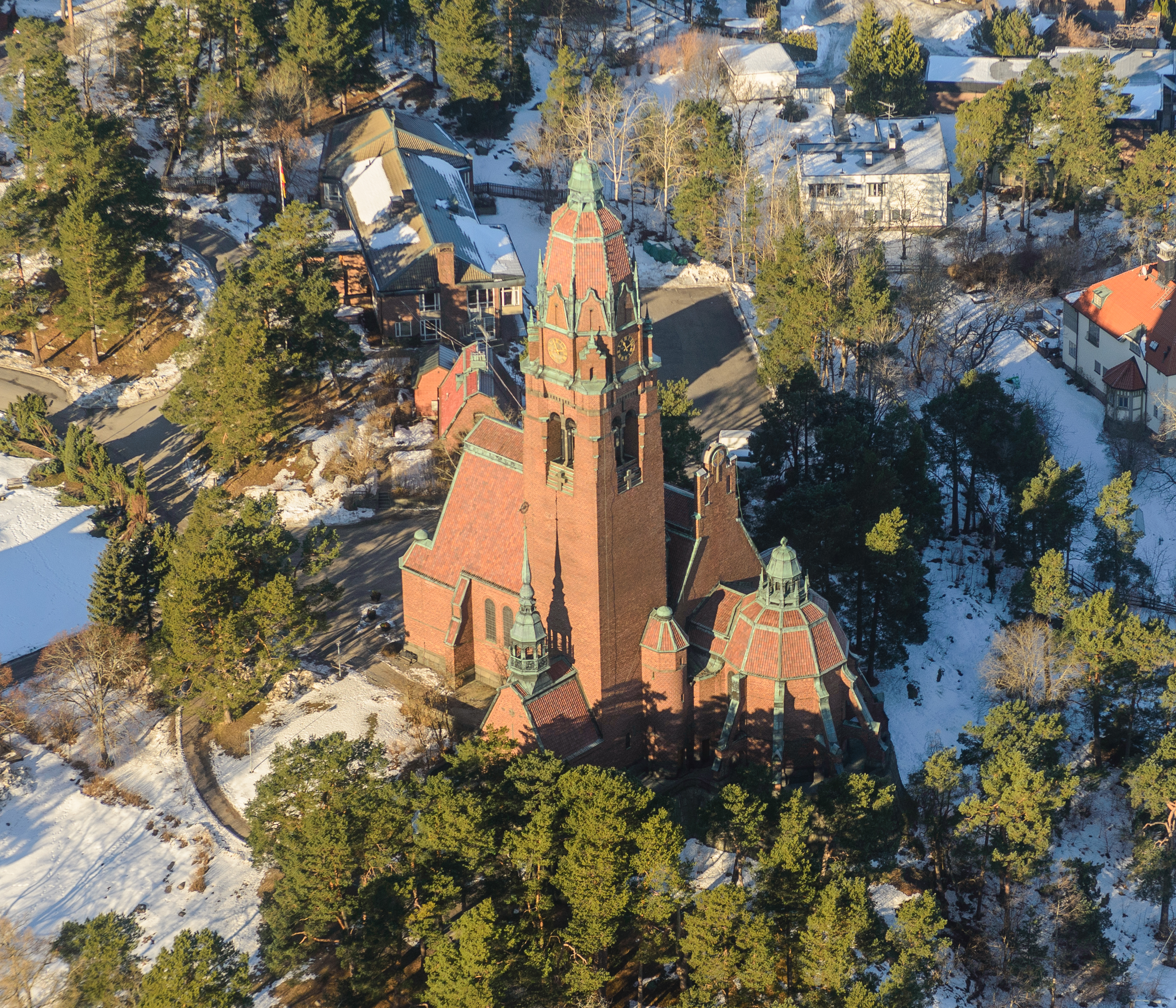
Uppenbarelsekyrkan in Saltsjöbaden

## Söhne und Töchter der Stadt
- Mohammed Knut Bernström (1919–2009), Diplomat
- Björn Walden (1934–2009), Rennrodler und Sportfunktionär
- Simon Aspelin (* 1974), Tennisspieler
- Fredrik Fortkord (* 1979), Freestyle-Skier
- Felix Monsén (* 1994), Skirennläufer